# DJK Augsburg-Hochzoll (Handball)
Die Handballabteilung des DJK Augsburg-Hochzoll e.V.  ist ein Handballverein aus der bayerischen Großstadt Augsburg, dessen Damenteam die Süddeutsche Meisterschaft gewann und sieben Jahre der zweithöchsten Spielklasse im deutschen Handball angehörte.

## Geschichte
Die Frauen-Handballmannschaft spielte von 1993 bis 2003 insgesamt sieben Jahre in der 2. Handball-Bundesliga. 1993/94 gelang den DJK-Frauen die süddeutsche Meisterschaft mit Aufstiegsrecht zur 1. Bundesliga. Das wurde jedoch vom DHB wegen eines angeblichen Formfehlers bei einer Einwechslung verwehrt. In der Saison 2000/01 scheiterte das Frauenteam erneut nur knapp wegen des Torverhältnisses an der erneuten Qualifikation zur 1. Bundesliga. 2003 hat sich der Verein aus dem Handball-Profibereich zurückgezogen. In der Saison 2024/25 nehmen zwei Männermannschaften (Bezirksliga), ein Frauenteam (Bezirksliga) und sieben Nachwuchsmannschaften am Spielbetrieb des Bayerischen Handballverbandes (BHV) teil.

### Erfolge
| Frauen - Süddeutscher Meister 1994 - Süddeutscher Vizemeister 2001 - Aufstieg in die 2. Bundesliga 1993, 1996, 1998 - Meister Regionalliga Süd 1993, 1996, 1998 | Frauen - Aufstieg in die Regionalliga Süd (3. Liga) 1991 - DHB-Pokal 3. Hauptrunde 2002/03 - Bayerischer Meister 1991 |

| Männer - Aufstieg in die Bayernliga (4. Liga) 1992 - Südbayerischer Meister 1991 |

## Spielerpersönlichkeit
- Melani Mitsch
- Barbara Hetmanek
- Herbert Müller (Handballtrainer)